# Bluffton (Ohio)
Bluffton ist ein Village im Allen County und im Hancock County im US-amerikanischen Bundesstaat Ohio. Das U.S. Census Bureau hat bei der Volkszählung 2020 eine Einwohnerzahl von 3.967 ermittelt. Bluffton ist auch Sitz der Bluffton University, eine vierjährige Bildungseinrichtung, die mit der Mennonite Church USA verbunden ist. 

## Geographie und Verkehr
Bluffton liegt im Zentrum Nordwest-Ohios und profitiert von der Nähe zur I-75. Der U.S. Highway 30 liegt 16 Kilometer südlich von Bluffton. Auch die Interstates I-80 und I-90 sind in einer Reichweite von weniger als einer Stunde im Norden von Bluffton. Dadurch sind auch die größeren Städte in den Staaten des Mittleren Westens schnell erreichbar.
Eine Eisenbahnlinie der Norfolk and Western Railroad bzw. Norfolk Southern Railway hält in Bluffton. 
Bluffton ist auf dem Luftweg über den Flughafen Bluffton erreichbar.
Bluffton wurde nahe dem Riley Creek gegründet, dessen Wasserkraft für die ersten Säge- und Getreidemühlen genutzt werden konnte.

## Wirtschaft
Nachdem die Superior Coach Company, seit 1969 ein Teil der Sheller-Globe Corporation, die Produktion von Schulbussen in Lima 1980 eingestellt hatte, gründeten drei frühere Angestellte Mid Bus, 1982 eine Autofirma, in der sie viel kleinere Busse herstellten. Hatten die früheren Schulbusse bis zu 66 Sitzplätze, stellte Mid Bus anfangs einen Bus für 16 Personen her. Dieses Konzept führte zum schnellen Wachstum der Firma, die dann nach Bluffton in eine viel größere Fabrik übersiedelte. 1998 wurde Mid Bus von Collins Industries übernommen. Im September 2007 kündigte Collins Industries an, die Bus-Produktion in das Hauptwerk der Firma in South Hutchinson in Kansas zu verlegen.
In Bluffton verblieben Grob Systems, ein bayerischer Hersteller von Werkzeugmaschinen für die Autoindustrie und DTR, ein Joint Venture zwischen Duramax und der japanischen Tokai Rubber, ein Zulieferer von Gummiteilen für die Autoindustrie.

## Geschichte
Bluffton wurde 1832 im Nordwesten Ohios besiedelt. Die bewaldete Landschaft erinnerte die europäischen Siedler an ihre Heimat.
Sie rodeten den Wald und der Boden stellte sich als besonders fruchtbar heraus. Sägewerke entlang des Riley Creeks verarbeiteten das Holz. Bald gab es Läden und Gastwirtschaften und je mehr Gewerbebetriebe gegründet wurden umso mehr Familien siedelten sich an und bildeten die Gemeinde Bluffton. 1861 wurde Bluffton als Village inkorporiert. Bluffton wurde nach der mennonitischen Gemeinde Bluffton in Indiana benannt.

## Bluffton University
Die Bluffton University wurde 1899 als Central Mennonite College in Bluffton gegründet. Als die Anzahl der mennonitischen Studenten abnahm, wurde das College in Bluffton University umbenannt. 1997 waren nur noch 13 Prozent der Studenten Mennoniten. 
Trotz der geringeren Rolle, die die Mennoniten an der Universität spielen, bleibt sie doch ihren religiösen Werten verbunden. So gilt ein strenger Ehrenkodex, und die Studenten dürfen ihre schriftlichen Prüfungen allein, ohne Aufsichtspersonen ausarbeiten. Auch in der Cafeteria auf dem Campus wird nicht nach Ausweisen und Essenskarten gefragt, sondern es wird erwartet, dass Gäste von selbst ihr Menü bezahlen.
Im 20. Jahrhundert hatte die Universität immer eine Studentenschaft von einigen Hundert, aber in den 1990er-Jahren wurde die Zahl von 1000 überschritten. Im Jahr 2005 waren es 1211 einschließlich der 239 graduierten Hörer. Phyllis Diller und Hugh Downs gehören zu den bekannten Absolventen der Universität.

## Persönlichkeiten

### Söhne und Töchter der Stadt
- Carl C. Anderson (1877–1912), Politiker
- Alan G. Marshall (* 1944), Chemiker
- Tom Beutler (* 1946), American-Football-Spieler
- Bob Latta (* 1956), Mitglied des Repräsentantenhauses
- Trevor Bassitt (* 1998), Sprinter

### Persönlichkeiten mit Bezug zur Stadt
- Samuel S. Yoder (1841–1921), Mediziner und Jurist, Bürgermeister von Bluffton 1868 bis 1878, Kongressabgeordneter für Ohio 1887 bis 1891, von 1891 bis 1893 Sergeant at Arms of the United States House of Representatives
- Benjamin F. Welty (1870–1962), Politiker
- Phyllis Diller (1917–2012), Comedienne, ist Absolventin der Bluffton University
- Hugh Malcolm Downs (* 1921), Radio- und Fernsehmoderator, besuchte die Bluffton University
- Tobias S. Buckell (* 1979), Science-Fiction-Autor[4], lebt in Bluffton